# Lee H. Hamilton

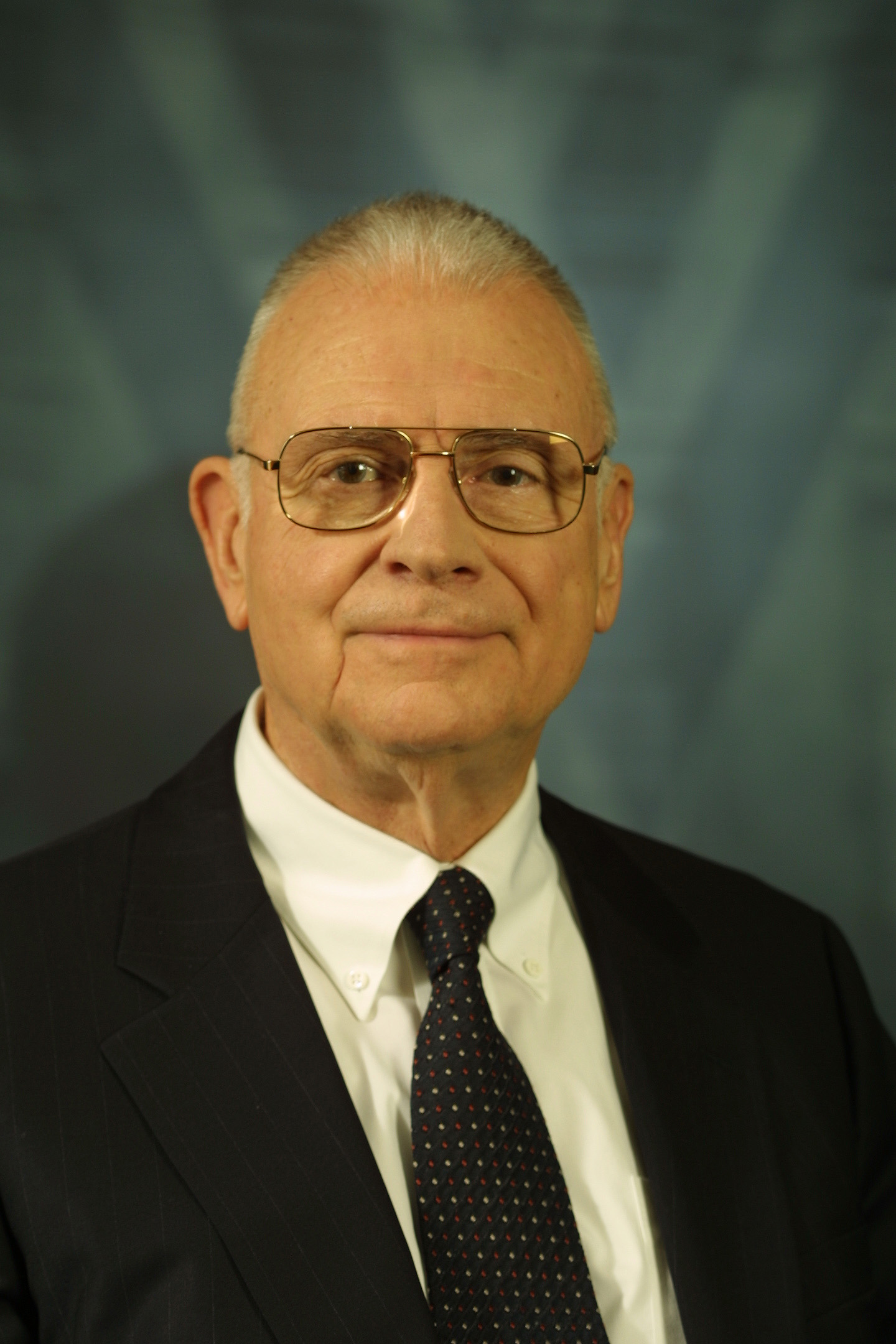
Lee H. Hamilton

Lee Herbert Hamilton (* 20. April 1931 in Daytona Beach, Florida) ist ein US-amerikanischer Politiker. Zwischen 1965 und 1999 vertrat er den Bundesstaat Indiana im US-Repräsentantenhaus.

## Werdegang
Lee Hamilton besuchte die öffentlichen Schulen in Evansville. Danach studierte er bis 1952 an der DePauw University in Greencastle. In den Jahren 1952 und 1953 setzte er sein Studium an der Goethe-Universität in Frankfurt am Main fort. Nach einem anschließenden Jurastudium an der Indiana University und seiner im Jahr 1956 erfolgten Zulassung als Rechtsanwalt begann er in diesem Beruf zu arbeiten.
Politisch schloss sich Hamilton der Demokratischen Partei an. Zwischen 1960 und 1963 war er Schatzmeister der Jugendorganisation seiner Partei im Bartholomew County. Danach leitete er in den Jahren 1963 und 1964 diese Organisation. Bei den Kongresswahlen des Jahres 1964 wurde Hamilton im neunten Wahlbezirk von Indiana in das US-Repräsentantenhaus in Washington, D.C. gewählt, wo er am 3. Januar 1965 die Nachfolge von Earl Wilson antrat. Nach 16 Wiederwahlen konnte er bis zum 3. Januar 1999 insgesamt 17 Legislaturperioden im Kongress absolvieren. In diese Zeit fielen unter anderem das Ende des Vietnamkrieges und der Bürgerrechtsbewegung sowie die Watergate-Affäre. Damals wurden auch der 25., der 26. und der 27. Verfassungszusatz ratifiziert. Von 1985 bis 1987 leitete Hamilton den Geheimdienstausschuss; von 1987 bis 1989 war er Vorsitzender des Sonderausschusses, der den illegalen Waffenhandel mit der Islamischen Republik Iran untersuchte. Anschließend übernahm er zwischen 1989 und 1991 den Vorsitz im Joint Economic Committee. Zwischen 1993 und 1995 war Hamilton Vorsitzender des Auswärtigen Ausschusses. Im Jahr 1998 verzichtete er auf eine weitere Kandidatur.
Zwischen 2002 und 2004 war Hamilton stellvertretender Vorsitzender der Untersuchungskommission zu den Terroranschlägen am 11. September 2001 und damit für deren 9/11 Commission Report von 2004 mitverantwortlich. Dafür wurde ihm 2005 der Four Freedoms Award verliehen. Später wirkte er in der Baker-Kommission ebenfalls als stellvertretender Vorsitzender mit, die 2006 vom Kongress eingesetzt wurde, um eine unabhängige Beurteilung der Situation im Irak und Empfehlungen für künftige Strategien und Aktionen zu erarbeiten. Im Jahr 2008 unterstützte Hamilton den Präsidentschaftswahlkampf von Barack Obama. Sieben Jahre später verlieh ihm Obama die Presidential Medal of Freedom. Zudem ist er seit 2006 gewähltes Mitglied der American Academy of Arts and Sciences.
1989 wurde er mit der Lucius D. Clay Medaille ausgezeichnet.